# Whole School Approach
Ein Whole School Approach (WSA), auch Whole Institution Approach oder Whole System Approach, bezeichnet im schulischen Kontext die ganzheitliche Umsetzung des Bildungskonzeptes einer Bildung für nachhaltige Entwicklung im Rahmen der Schulentwicklung. Grundlage des Ansatzes ist das Ziel 4.7 der Agenda 2030. Das Konzept denkt im Sinne einer zukunftsfähigen Bildung über die reine Behandlung von Nachhaltigkeitsthemen im Unterricht und der Durchführung einzelner BNE-Projekte hinaus. Zielsetzungen sind der Wandel vom Einzelprojekt zur strukturellen Verankerung der Bildung für nachhaltige Entwicklung, zukunftsfähige Lehr- und Lernprozesse sowie Impulse, ins konkrete Handeln zu kommen. Die Thematik wird zur Aufgabe der gesamten Schule und alle Aktivitäten werden partizipativ und ganzheitlich unter das Leitbild einer nachhaltigen Entwicklung gestellt. So berücksichtigt der Whole School Approach neben der Unterrichtsgestaltung unter anderem das Leitbild, das Schulprogramm, die Schulorganisation, die Qualitätsentwicklung, das Gebäudemanagement, die Bewirtschaftung, aber auch das schulische Umfeld, wie Schulträger und Kooperationspartner. Ein besonderer Fokus liegt dabei auf Gestaltungskompetenzen, also der Förderung konkreter Handlungsanreize für Schülerinnen und Schüler. Inklusive, demokratische und partizipative Methoden der Beteiligung sollen Selbstorganisation und Selbstwirksamkeit ermöglichen und werden im Sinne des Whole School Approach über die jeweiligen schulischen Aktivitäten hinaus auch zu Optionen für kommunale Jugendbeteiligung.
„Whole System [School] Approach meint die gemeinsame Ausrichtung und die Zusammenführung aller Aktivitäten einer Schule unter dem Leitbild der nachhaltigen Entwicklung. Das beginnt bei der Grundhaltung und entsprechendem Schulcurriculum sowie der Unterrichtsgestaltung und weitet sich aus auf alle schulischen Einrichtungen und unterrichtsergänzenden Aktivitäten. Schulen können als Mikrokosmos der Gesellschaft verstanden werden. Sie stehen wie viele andere Institutionen vor der Aufgabe, nachhaltiges Facility Management und verantwortungsbewussten Gebrauch von Ressourcen umzusetzen sowie demokratische Partizipation, Inklusion und die Bearbeitung sozio-kultureller Konflikte zu gestalten. Dies kann Schule mit ihrem Bildungsauftrag verbinden.“
„Im Mittelpunkt steht das Ziel, die Schule so aufzustellen, dass sie den Schülerinnen und Schülern ermöglicht, ihre eigenständige Gestaltungs- und Handlungskompetenz zu entwickeln. Die Lernenden sollen durch die strukturelle Verankerung von Bildung für Nachhaltige Entwicklung in die Lage versetzt werden, ihr eigenes Leben – und Lernen – sowie ihr Umfeld verantwortlich zu gestalten.“

## Begriffliche Unterscheidungen
Oft werden Whole School Approach, Whole Institution Approach und Whole System Approach synonym verwendet. Insbesondere Konzepte des Whole System Approach und des Whole Institution Approach werden über den schulischen Kontext hinaus auch für andere Bildungseinrichtungen oder sogar Unternehmen angewandt. Unterscheidungen werden getroffen in der Reichweite des jeweiligen Konzepts:
- Whole School Approach: eine gesamte Schule betreffend
- Whole Institution Approach: eine gesamte Institution betreffend – Lernort, Schule, Verein, Universität, Kindergarten etc. samt Verwaltung[4]
- Whole System Approach: eine gesamte Institution mitsamt ihres Umfelds betreffend – Träger, Kommune, Landkreis, Kooperationspartner, mehrere Schulen gemeinsam

## Grundlagen des Konzepts
- 2015: Agenda 2030 mit ihren 17 Nachhaltigkeitszielen und dem Unterziel 4.7:

„Bis 2030 sicherstellen, dass alle Lernenden die notwendigen Kenntnisse und Qualifikationen zur Förderung nachhaltiger Entwicklung erwerben, unter anderem durch Bildung für nachhaltige Entwicklung und nachhaltige Lebensweisen, Menschenrechte, Geschlechtergleichstellung, eine Kultur des Friedens und der Gewaltlosigkeit, Weltbürgerschaft und die Wertschätzung kultureller Vielfalt und des Beitrags der Kultur zu nachhaltiger Entwicklung“
- 2016: Orientierungsrahmen für den Lernbereich Globale Entwicklung im Rahmen einer Bildung für nachhaltige Entwicklung; „Der Lernbereich Globale Entwicklung als Aufgabe der ganzen Schule“:

„Die Entwicklung einer „ganzen Schule“ als Schule, in der nachhaltige Entwicklung auf allen Ebenen verankert ist, verlangt neben der curricularen Implementierung des Lernbereichs Globale Entwicklung die Weiterentwicklung der Organisation Schule.“
- 2017: Nationaler Aktionsplan zur Umsetzung des UNESCO-Weltaktionsprogramms Bildung für nachhaltige Entwicklung. Bildung für nachhaltige Entwicklung soll strukturell in der deutschen Bildungslandschaft verankert werden:

„Für einen erfolgreichen Transformationsprozess müssen BNE-Vision, -Plan, -Strategie und -Konzepte für die Lern- und Lehrumgebung von allen entwickelt und mitgetragen werden (Whole System Approach)“

## Themen und Umsetzung
Die konkrete Umsetzung des Whole School Approach in der Schulentwicklung betrifft je nach Grundverständnis von Ganzheitlichkeit, Zielsetzungen und Reichweite der Maßnahmen ganz verschiedene Facetten. Fließende Übergänge gibt es etwa von einer verpflichtenden zu einer freiwilligen Teilnahme an den jeweiligen Initiativen (Beutelsbacher Konsens).
Nachfolgend einige Beispiele für die strukturierte Umsetzung eines Whole School Approach:
Um die strukturelle Verankerung von Nachhaltigkeit in der ganzen Schule zu fördern, werden durch Engagement Global im Rahmen der Länderinitiativen Projekte durchgeführt, die Schulentwicklung im Sinne eines Whole School Approach im Fokus haben:
- Grundhaltung und entsprechendes Schulcurriculum
- Unterrichtsgestaltung
- schulische Einrichtungen und unterrichtsergänzende Aktivitäten
- nachhaltiges Facility Management und verantwortungsbewusster Gebrauch von Ressourcen
- demokratische Partizipation, Inklusion und die Bearbeitung sozio-kultureller Konflikte

Projekt „BNE-Modellschulen in der Bildungsregion Heidenheim“; Entwicklung eines nachhaltigkeitsorientierten Leitbilds und Schulcurriculums; Partizipation bezieht Schulleitungen, Lehrkräfte, pädagogische Fachkräfte, Schülerinnen und Schüler, Eltern, Vertretungen kommunaler Politik und Verwaltung genauso wie zivilgesellschaftliche Partner ein. Der Whole School Approach umfasst hier grundlegend vier Facetten, an welchen alle teilnehmenden Schulen arbeiteten:
- Unterricht und Lernsettings
- Fortbildung und Organisation
- Gebäude und Campus
- Netzwerke und Kooperationen

Die Qualitätsentwicklung der UNESCO-Projektschulen werden durch die Schulen des Netzwerks im Sinne des Whole School Approach umgesetzt. Kriterien finden sich unter anderem in „Praxisimpulse zur nachhaltigen Schulentwicklung. Beiträge der UNESCO-Projektschulen“:
- Steuerung
- Qualitätsentwicklung
- Jugendpartizipation
- Lehr- und Lernangebot
- Schulungen und Weiterbildung
- Bewirtschaftung
- Außerschulische Kooperationen und Partnerschaften
- Kommunikation und Vermittlung

Whole School Approach von Greenpeace mit einem prozessorientierten Ansatz:
- Aktivierungsphase
- Analysephase
- Planungsphase
- Gestaltungsphase
- Umsetzungsphase
- Reflexionssphase